# Franz Buchner
Franz Buchner (9 de setembro de 1918 - 27 de novembro de 1941) foi um oficial alemão que serviu durante a Segunda Guerra Mundial. Foi condecorado com a Cruz de Cavaleiro da Cruz de Ferro.

## Carreira

### Patentes
Oberleutnant

### Condecorações
| Cruz de Ferro 2ª Classe                                 |
| Cruz de Ferro 1ª Classe                                 |
| Cruz de Cavaleiro da Cruz de Ferro 2 de outubro de 1941 |